# Andrés Fernández (Fußballspieler, August 1986)
Andrés Fernández, vollständiger Name Andrés Pablo Fernández Rizzo, (* 21. August 1986 in Montevideo) ist ein uruguayischer Fußballspieler.

## Karriere

### Verein
Der 1,84 Meter große Defensivakteur Fernández gehörte zu Beginn seiner Karriere von der Apertura 2006 bis in den Juli 2011 dem Kader von Central Español an. Dabei sind unter anderem in den Spielzeiten 2009/10 und 2010/11 23 (kein Tor) bzw. 29 (drei Tore) Erstligaeinsätze für ihn verzeichnet. Anschließend wechselte er zum Danubio FC. Dort lief er in der Saison 2011/12 30-mal in der Primera División auf und erzielte einen Treffer. Nach neun weiteren Erstligaeinsätzen in der Spielzeit 2012/13 ohne persönlichen Torerfolg schloss er sich im Februar 2013 im Rahmen einer Ausleihe abermals Central Español an und spielte beim seinerzeitigen Erstligisten die Clausura 2013. Er absolvierte neun Ligapartien (kein Tor) und stieg am Saisonende mit der Mannschaft in die Segunda División ab. Für wenige Wochen kehrte er nach dem Abstieg zu Danubio zurück, verließ den Klub dann aber Ende August 2013 endgültig in Richtung Central Español. In der Saison 2013/14 wurde er in zehn Zweitligaspielen eingesetzt und schoss ein Tor. Im März 2014 wechselte er zum chinesischen Klub Hebei Zhongji. Seit Mitte Januar 2015 stand er in Reihen des guatemaltekischen Klubs CSD Municipal. Als abgebender Verein wurde Central Español genannt. Bei den Guatemalteken lief er 17-mal (kein Tor) in der Liga Nacional auf und wurde mit dem Klub Vizemeister der Spielzeit 2014/15. Ende Juli 2015 kehrte er nach Uruguay zurück und schloss sich dem Erstligisten El Tanque Sisley an. In der Spielzeit 2015/16 bestritt er elf Erstligabegegnungen (kein Tor). Anfang August 2016 wechselte er zum Club Atlético Torque.

### Nationalmannschaft
Fernández war mindestens im Juni 2007 Mitglied der von Roland Marcenaro betreuten U-23-Auswahl Uruguays.